# ミナミヌマエビ

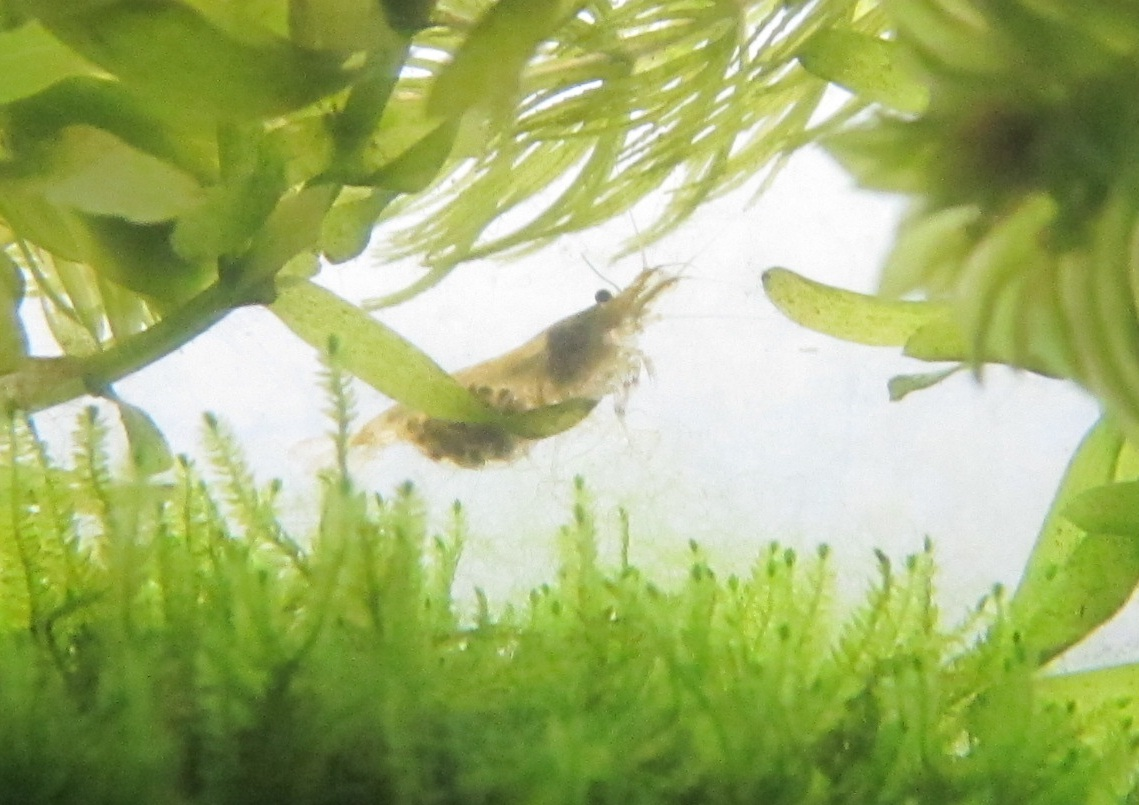
産卵後、産んだ卵を腹肢内にかかえこんで抱卵中のメス。この状態で孵化まで世話をする。メスの腹から剥がれてしまった卵は孵化しない。

ミナミヌマエビ（南沼蝦、学名：Neocaridina denticulata）は、十脚目ヌマエビ科に分類されるエビの一種。産卵も淡水中で行い、一生を淡水域で過ごす陸封型のヌマエビである。日本（静岡県焼津市以西、琵琶湖以南の本州､四国､九州）、朝鮮半島、台湾、中国に分布する。本種の自然分布域外を含む日本各地に定着したカワリヌマエビ属の外来エビは別種であると考えられている（後述）。

## 特徴
体長はオスは20 mm、メスでも30 mm未満で、ヤマトヌマエビよりもずっと小型である。額角は長く、鋸歯状の棘が上縁に8 - 20（通常13 - 15）個、下縁に0 - 9（通常3 - 6）個あるが、先端付近には棘がない。5対の歩脚は短く、このうち前の2対は先端に小さな鋏がある。背中の真ん中には白っぽい太い線が尾まで走り、線をはさむように「ハ」の字型の縞模様が並ぶ。若い個体やオスは全身が半透明で他のエビと区別しにくいが、メスの成体の体色は変異が大きく、茶色や緑黒色の個体もいる。

### 生態
流れのゆるい川や池の、水草が多い所に生息する。ダムなどの建設はヤマトヌマエビなどの分布域を狭めるが、逆にミナミヌマエビにとっては生息に適した場所となる。
雑食性で、生物の死骸や藻類、デトリタスなど何でも食べるが、生きた小動物を襲うことはない。歩脚の鋏で餌を小さくちぎり、忙しく口に運ぶ動作を繰り返す。小さな塊状の餌は顎脚と歩脚で抱きこみ、大顎で齧って食べる。
繁殖期は春から夏で、メスは冬の間に卵巣を肥大させ、背中側が深緑色に色づく。交尾を終えたメスは1 mmほどの卵を38 - 130個ほど産卵するが、これはヤマトヌマエビなどと比べて大粒・少数である。卵は孵化するまでメスが腹肢にかかえこんで保護する。卵は最初は深緑色をしているが、やがて褐色になり、幼生の姿が透けて見えるようになる。
ミナミヌマエビは卵の中で幼生期を過ごし、体長2 mmほどの稚エビで孵化する。孵化直後の稚エビは尾扇が未発達で、体色は半透明の白色をしている。稚エビは海へ降りることなく淡水中で成長する（この点は海で成長して川に遡上する両側回遊型のヤマトヌマエビと異なる）。寿命は約1年で、メスは1回-数回の産卵をした後に死んでしまう。

## 人間との関係
「ブツエビ」「タエビ」などと呼ばれ、スジエビなどと共に釣りの活き餌として利用される。他方でアクアリウムでの観賞用やタンクメイトとしても利用されるようになった。
2000年頃から本種の自然分布域外を含む日本各地においてカワリヌマエビ属のエビが収集されるようになった。2003年には兵庫県夢前川水系で中国固有のヒルミミズ類の1種であるエビヤドリミミズ Holtodrilus truncatus が付着したカワリヌマエビ属のエビが発見され、釣り餌用に中国から輸入された淡水エビが川に逃げ出したことが示唆された。当初はこれらの外来エビがNeocaridina denticulataの亜種とみなされたため、日本で採集されたカワリヌマエビ属が2つのクレードから構成されることに着目し、うち関東以北に分布しない1つを日本固有亜種「Neocaridona denticulata denticulata」として定義するべく研究が進められたが、その後2つのクレードに属するハプロタイプがそれぞれ朝鮮半島・台湾・中国において発見され、日本の在来個体群を固有亜種として定義することはできなかった。このことから、本種の自然分布域外を含む日本各地に定着したカワリヌマエビ属の外来エビは別種であると考えられている（2018年現在）。

## 飼育
水槽内の藻類や水垢などを食べて水槽の掃除役をこなすタンクメイトとして知られている。固形飼料を与えると群がってくるしぐさも愛嬌があり、特に餌をやらなくても水槽内に十分に藻類が繁殖していればそれを食べて生き残ることができる。水温への適応も1 - 30℃程度と幅広い。水面が凍るほどの寒さでも生き延び、夏でも風通しの良い日陰なら大抵耐えられる。
ただし自分より大きな魚がいると物陰に隠れてしまうし、小型なので捕食されやすい。同じ水槽で飼うならメダカなどの小魚か、ドジョウ類などのおとなしい魚がよい。また水温変化に強いとはいえ、大多数の生物と同じく急激な水温変化には弱い。
飼育寿命は一年ほどであるが、ヤマトヌマエビと異なり淡水で繁殖できるため、複数個体をうまく飼育すると水槽内でどんどん繁殖する。場合によっては繁殖のし過ぎに注意が必要なほどである。ヒーターをつけない水槽では春から秋まで繁殖するが、ヒーターで加温した水槽は1年を通して産卵し、体長16 mmくらいの抱卵個体も見られる。小魚と飼っている場合は孵化直後の稚エビが捕食され易いので、水草や石などで隠れ家を多く作るとよい。また、気付くことはなくともフィルターなどの濾過器に吸い込まれることがあるため、吸引力の強い濾過器では稚魚吸い込み防止のスポンジや、スポンジフィルターの使用が必要になる。
熱帯魚店などでミナミヌマエビとして売られているものの多くはシナヌマエビという中国原産のエビ。

### ヤマトヌマエビとの比較
水槽の苔掃除役としてヤマトヌマエビ同様重宝されるが、本種は小型種なので稚エビなど小型の個体はヤマトヌマエビに捕食されることもあり、繁殖を期する場合はヤマトヌマエビと混泳させない方が良い。体が小さいため苔取りの能力はヤマトヌマエビの1/3程度とされる。但し、ヤマトヌマエビは水槽内では繁殖しないのに対しミナミヌマエビは繁殖するため世代を超えて水槽内での苔取りが期待できる。また、ミナミヌマエビはヤマトヌマエビと違い水草を食べないので、柔らかい葉の水草を植える場合でも安心である。ただし、固く成長しきった苔をも食べられない。

## 保全状態
日本の環境省レッドリストには記載されていない。
島根県と鹿児島県は種としてのNeocaridina denticulataを準絶滅危惧種に指定している。愛媛県は「Caridina denticulate」という存在しない種を準絶滅危惧種に指定している（Caridinaはヒメヌマエビ属を示す）。滋賀県は亜種としての「Neocaridona denticulata denticulata」を絶滅危惧種に指定しているが、先述の通り定義はなされていない。